# Antonio Starabba, Marchese di Rudinì
Antonio Starabba di Rudinì, (Palermo, 6. travnja 1839. — Rim, 6. kolovoza 1908.), bio je talijanski markiz i političar. 
Rudinì je postao gradonačelnik Palerma 1865., ugušio je klerikalno-bourbonski ustanak u gradu, a kao nagradu postaje prefekt Palerma i 1868. Napulja. Kratko je obnašao dužnost ministra unutarnjih poslova 1869. Ubrzo je izabran u zastupnički dom, u kom je zastupao interese krajnje desnice.  
Zamjenik predsjednika zastupničkog doma postaje 1890., a u veljači 1891. imenovan je premijerom naslijedivši na toj dužnosti Francesca Crispia, čijem političkom porazu sam uveliko potpomaže. Preuzima i portfelj vanjske politike, obnavlja Trojni savez i radi na smanjivanju vojnih troškova, no već u lipnju 1893. zamjenjuje ga na mjestu premijera Giovanni Giolitti. 
Rudinì je naslijedio Crispia i u ožujku 1896., kada je ovaj pao u nemilost glede posljedica nesretnog rata u Abesinija. S Abesinijom sklapa mir, odričući se bilo kakvih potraživanja u talijansku korist, ali nije mogao riješiti unutrašnje teškoće Italije. Poslije nekoliko rekonstrukcija kabineta zatražio je i dobio ostavku na mjestu premijera 1898. 